# إبراهام أوين
إبراهام أوين (بالإنجليزية: Abraham Owen)‏ هو سياسي أمريكي، ولد في 1769، وتوفي في 1811.